# Nacional Futebol Clube (Uberaba)
Il Nacional Futebol Clube è una società calcistica brasiliana, originaria della città di Uberaba, nello stato di Minas Gerais.

## Storia
Fondato il 1 agosto 1944, più precisamente nel quartiere di São Benedito, dove si trova la sede del club, il principale complesso sportivo tra i club professionistici della città è costituito dall'Estádio Juscelino Kubitschek (JK), il club sociale che comprende cinque piscine, la palestra Dr. João Hércules Filho Futsal, la sede amministrativa e la casa di concentramento. Per molti anni è stato affettuosamente chiamato "Il più dolce del quartiere São Benedito".
Il club ha adottato l'elefante come mascotte, poiché aveva acquistato il suo primo autobus da viaggio, che aveva la forma di un elefante. I giocatori, all'epoca, soprannominarono il trasporto bianconero "Elefante", che divenne la mascotte ufficiale del club. Chiamato affettuosamente "Naça" dai suoi affezionati tifosi, ha sempre messo insieme squadre dotate di razza, grinta e amore per il mantello bianconero, tanto da essere affettuosamente soprannominato "Naça É Raça".
Una caratteristica sorprendente che fa parte della storia e dell'essenza del club è la pratica costante di offrire opportunità ai giovani della categoria giovanile e agli atleti della città di Uberaba e delle città vicine. Questo approccio ha portato alla rivelazione degli unici due giocatori della città di Uberaba che hanno vinto titoli brasiliani: il centrocampista Paulo Rodrigues, campione con l'Esporte Clube Bahia nel 1988, e il difensore Normandes, diventato campione con il Clube Atlético Mineiro nel 1971.
Il Nacional Futebol Clube è inoltre orgoglioso di aver allenato numerosi altri atleti che si sono distinti nelle principali società calcistiche brasiliane. Tra questi spiccano nomi come Rodrigo Mendes (ex Flamengo, Grêmio e tornei internazionali), Marcelo Uberaba (ex Botafogo/RJ), Marquinhos (ex Palmeiras), Zanata (ex Vasco), Tinoco, Nicotina. Luiz Cecílio, Pirangi, Vandão, Delcio, Botinha, Lúcio Vaz, Shell, Tepa, Gasolina, Baco, Dudu, Alamir, Eneas, Gastão e tanti altri che hanno lasciato un segno indelebile nei momenti d'oro del Nacional Futebol Clube.
Un altro giocatore che merita di essere messo in risalto e onorato è il difensore Serginho, che ha giocato nel São Caetano ed è arrivato secondo in Brasile e in Copa Libertadores. Serginho è stato anche vicecampione del Modulo B del Minas Gerais con la maglia del Naça, contribuendo al ritorno della squadra bianconera in serie A. La sua prestazione memorabile include un tentativo di parata sulla linea nell'ultima partita dell'Hexagonal contro l'URT a Uberabão, una partita che il Naça vinse 2-1.
Nel corso della sua storia, il club ha accumulato 5 successi significativi e ha ottenuto un notevole 4º posto nel Campeonato Mineiro del Modulo A di prima divisione, rappresentando uno dei principali risultati nel modulo elite del torneo. Inoltre, il club vinse il titolo di campione degli interni, un'impresa che rese orgogliosi i suoi appassionati tifosi nazionalisti.

## Palmarès

### Competizioni nazionali
Campeonato Mineiro Módulo II: 3
1963, 1978 e 1982
Campeonato Mineiro Segunda Divisão: 1
2013

### Altri piazzamenti
Campeonato Mineiro Módulo II: secondo posto
1997 e 2001